# Neuville-sur-Touques
 Neuville-sur-Touques  es una población y comuna francesa, situada en la región de Baja Normandía, departamento de Orne, en el distrito de Argentan y cantón de Gacé.

## Demografía
| 326 | 277 | 214 | 200 | 208 | 191 |
| Para los censos de 1962 a 1999 la población legal corresponde a la población sin duplicidades (Fuente: INSEE [Consultar]) |     |     |     |     |     |